# Boleji
Boleji (kinesiska: 伯乐集镇, 伯乐集) är en köping i Kina. Den ligger i provinsen Shandong, i den östra delen av landet, omkring 210 kilometer sydväst om provinshuvudstaden Jinan. Antalet invånare är 49517. Befolkningen består av 24 737 kvinnor och 24 780 män. Barn under 15 år utgör 21,0 %, vuxna 15-64 år 68 %, och äldre över 65 år 9,0 %.
Genomsnittlig årsnederbörd är 778 millimeter. Den regnigaste månaden är juli, med i genomsnitt 192 mm nederbörd, och den torraste är januari, med 6 mm nederbörd.